# Donald Emerson Lewis
Pour les articles homonymes, voir Donald Lewis et Lewis.
Donald Emerson Lewis  (14 mars 1930-12 janvier 1991) est un homme politique canadien de la Colombie-Britannique. Il est député provincial néo-démocrate de la circonscription britanno-colombienne de Shuswap de 1972 à 1975.